# Dexerete

Dexerete

Dexerete (Desheret) foi o nome empregado para designar, no Antigo Egito, os desertos que margeavam Quemete, ou seja, a terra fértil banhada pelo Nilo, bem como a coroa vermelha do Baixo Egito. A coroa compreendia um arranjo em forma de cadeira da qual se projetava uma bobina. Com a unificação do Egito no início da Época Tinita (3100–2686 a.C.), foi fundida à Hedjete, ou coroa branca do Alto Egito, e formou a Pesxente ou coroa dupla. Mitologicamente, era utilizada pela deusa Neite. Uma de suas representações está na paleta de Narmer (ca. 3 000 a.C.).